# Nicholas Egan
Nicholas Egan (* 17. Juli 1903; † 5. Dezember 1971) war ein irischer Politiker der Fianna Fáil. Von 1954 bis 1969 war er Teachta Dála (Abgeordneter) im Dáil Éireann, dem irischen Unterhaus des Oireachtas.

## Biografie
Egan versuchte erstmals bei den Wahlen 1951, im Wahlkreis Leix–Offaly einen Sitz für den Dáil zu erringen. Dies misslang jedoch. Erfolg hatte er bei den Wahlen 1954 und er konnte den Erfolg bei den nachfolgenden Wahlen 1957, 1961 und 1965 im Laoighis-Offaly (Leix und Laoighis sind frühere Namensformen für Laois) wiederholen. Danach trat er nicht mehr zu den Wahlen an.